# Чоннам Дрегонз
«Чоннам Дрегонз» (кор. 전남 드래곤즈) — південнокорейський футбольний клуб з міста Кван'ян, провінція Південна Чолла, заснований 1994 року. Домашні матчі проводить на Футбольному стадіоні Кван'яна, що вміщає 14 284 глядача. Головним досягненням команди є три перемоги у Кубку Південної Кореї (1997, 2006, 2007), а також вихід у фінал Кубка володарів кубків Азії в 1999 році.

## Історія
«Чоннам Дрегонз» був заснований 16 грудня 1994 року, ставши восьмою професіональною командою країни, і відразу був включений до найвищого дивізіону країни, К-Ліги 1, на сезон 1995 року, а першим головним тренером команди став Чон Бьон Тхак, який у 1960-х та 1970-х роках тривалий час виступав за національну збірну Південної Кореї.
«Чоннам Дрегонз» завершив свій дебютний сезон 5 на місці з 8 команд, а у наступному став шостим серед 9 клубів. Сезон 1997 року став найкращим в історії клубу — «Чоннам Дрегонз» став віце-чемпіоном Південної Кореї, поступившись лише досвідченому та титулованому клубу «Пусан Дайву Роялс», а також здобув національний кубок Південної Кореї, обігравши у фіналі клуб «Ільва Чунма» з рахунком 1:0. Цей результат дозволив команді вперше в історії вийти до Кубка володарів кубків Азії у сезоні 1998/99, де південнокорейська команда дійшла до фіналу, поступившись там саудівському «Аль-Іттіхаду» (Джидда) у додатковий час з рахунком 3:2.
Згодом команда ще двічі поспіль у 2006 та 2007 роках вигравала Кубок Південної Кореї, при цьому усі три національні кубки були здобути під керівництвом Хо Джон Му, який після чергового успіху повернувся до роботи з національною збірною Південної Кореї. Наступних Хо у клубі Пак Хан Со став з «Чоннам Дрегонз» фіналістом Кубка південнокорейської ліги 2008 року (в минулому команда вже доходила до цього раунду у 1997 та 2000 роках), але жодного титулу так і не здобув.
Надалі результати клубу лише погіршувались і у 2010-х роках клуб здебільшого боровся за виживання, поки у 2018 році не зайняв останнє 12 місце, після чого вперше у своїй історії вилетів до другого дивізіону.

## Досягнення
- К-Ліга 1:
  - Віце-чемпіон (1): 1997
- Кубок Південної Кореї:
  - Володар (4): 1997, 2006, 2007, 2021
  - Фіналіст (1): 2003
- Кубок володарів кубків Азії:
  - Фіналіст (1): 1999